# Celia Fiorotto
Celia Noemi Fiorotto (Entre Ríos, 2 giugno 1992) è una cestista argentina.

## Carriera
Con l'Argentina ha disputato i Campionati mondiali del 2018 e tre edizioni dei Campionati americani (2015, 2017, 2019).